# 10일 전역
10일 전역(네덜란드어: Tiendaagse veldtocht, 프랑스어: campagne des Dix-Jours)은 1831년 8월 2일부터 12일까지 10일간 네덜란드 연합왕국이 독립을 선언한 벨기에 왕국을 상대로 공세를 펼쳤으나 실패한 군사 원정이다. 10일 전역은 네덜란드의 국왕 빌럼 1세가 1830년 8월 일어난 벨기에 혁명을 진압하기 위한 시도였다.
네덜란드군은 1831년 8월 2일 벨기에를 침공하기 시작해 며칠간 벨기에 내륙에서 전투를 몇 차례 치루며 벨기에군을 격파하였다. 하지만 8월 8일 벨기에 정부가 프랑스 7월 왕정에 지원을 호소하였고, 프랑스가 벨기에의 지원을 수락하고 에티엔 모리스 제라르 원수 휘하 벨기에 지원군을 파견하기로 결정하였다. 네덜란드군은 프랑스군와 전투를 치루지 않고 목표 달성에 실패한 채 철군하였다. 1832년 11월에는 프랑스가 벨기에 내 네덜란드의 마지막 거점인 안트베르펜를 포위하고 점령하면서 네덜란드와 벨기에 간 군사 분쟁을 사실상 종식시켰다.

## 참고 문헌
- Witte, Els (2010). 《La Construction de la Belgique, 1828-1847》. Nouvelle Histoire de Belgique Fr. trans.판. Bruxelles: Le Cri édition. ISBN 978-2-8710-6535-7.
- Witte, Els; Craeybeckx, Jan; Meynen, Alain (2009). 《Political history of Belgium from 1830 onwards》 New판. Brussels: ASP. ISBN 978-90-5487-517-8.
- Pirenne, Henri (1948). 《Histoire de Belgique》. VII: De la Révolution de 1830 à la Guerre de 1914 2판. Brussels: Maurice Lamertin.
- “1830, De Geboorte van België – Van Willem I tot Leopold I”. 《Knack Special》 (네덜란드어) (Roeselare: Roularta Media Group). 2005년 9월 6일.
- E.H. Kossmann (1984). 《De Lage Landen 1780–1940. Anderhalve eeuw Nederland en België》 (네덜란드어). Amsterdam/Brussel: Elsevier. ISBN 90-10-01513-0.
- Helmut Gaus (2007). 《Alexandre Gendebien en de organisatie van de Belgische revolutie van 1830》 (네덜란드어). Gent: Academia Press. ISBN 978-90-382-1173-2.
- Nater, Johan P. (1980). 《De Tiendaagse veldtocht: de Belgische opstand 1830/1831》. Haarlem: Fibula-Van Dishoeck. ISBN 9789022838686.